# Бретт (гора)
Бретт (англ. Mount Brett) — гора на западе Канады в национальном парке Банф в 20 км к западу от одноимённого города в Альберте (Канада). Расположена в горном хребте Мэссив Канадских Скалистых гор, высота горы — 2984 м над уровнем моря. Ближайший более высокий пик — Маунт-Болл (3311 м), в 12,5 км к западу.

## История
Гора Бретт была названа в 1916 году в честь доктора Роберта Бретта (1851—1929), хирурга, который впервые приехал в Банф в 1885 году. Позже он служил вторым вице-губернатором Альберты, начиная с 1915 года. Первое восхождение на гору Бретт совершили в 1916 году К. Ф. Хогебум, А. Х. Бент, Джеймс Аутрам, Э. Ричи и К. Макклелланд. Название горы стало официальным 2 ноября 1956 года, когда оно было одобрено Советом по географическим названиям Канады.

## Геология
Как и другие горы в парке Банф, гора Бретт состоит из осадочных пород, отложившихся в период от докембрия до юрского периода. Образовавшаяся в мелководных морях, эта осадочная порода была вытолкнута на восток и за верхнюю часть более молодой породы во время Ларамийского орогенеза.

## Климат
По классификации Кёппена гора находится в субарктической климатической зоне с холодной снежной зимой и умеренным летом. Зимние температуры могут быть ниже −20 °C. Осадки с горы питают притоки Боу, впадающую в Саскачеван.